# Yuri Stetsenko
Yuri Stetsenko (Kiev, URSS, 11 de abril de 1945) es un deportista soviético que compitió en piragüismo en la modalidad de aguas tranquilas. 
Participó en dos Juegos Olímpicos de Verano en los años 1968 y 1972, obteniendo una medalla de oro en la edición de Múnich 1972 en la prueba de K4 1000 m. Ganó cuatro medallas en el Campeonato Mundial de Piragüismo entre los años 1966 y 1971, y una medalla en el Campeonato Europeo de Piragüismo de 1967.

## Palmarés internacional
| Juegos Olímpicos   | Juegos Olímpicos       | Juegos Olímpicos  | Juegos Olímpicos |
| Año                | Lugar                  | Medalla           | Evento           |
| ------------------ | ---------------------- | ----------------- | ---------------- |
| 1972               | Múnich (RFA)           | Medalla de oro    | K4 1000 m        |
| Campeonato Mundial |                        |                   |                  |
| Año                | Lugar                  | Medalla           | Evento           |
| 1966               | Berlín Oriental (RDA)  | Medalla de oro    | K2 1000 m        |
| 1966               | Berlín Oriental (RDA)  | Medalla de bronce | K4 1000 m        |
| 1970               | Copenhague (Dinamarca) | Medalla de oro    | K4 1000 m        |
| 1971               | Belgrado (Yugoslavia)  | Medalla de oro    | K4 1000 m        |
| Campeonato Europeo |                        |                   |                  |
| Año                | Lugar                  | Medalla           | Evento           |
| 1967               | Duisburgo (RFA)        | Medalla de bronce | K4 1000 m        |